# Tahmek
Tahmek är en ort i Mexiko.   Den ligger i kommunen Tahmek och delstaten Yucatán, i den östra delen av landet, 1 000 km öster om huvudstaden Mexico City. Tahmek ligger 15 meter över havet och antalet invånare är 3 596.
Terrängen runt Tahmek är mycket platt. Runt Tahmek är det ganska glesbefolkat, med 39 invånare per kvadratkilometer. Närmaste större samhälle är Seyé, 12,8 km väster om Tahmek. I omgivningarna runt Tahmek växer i huvudsak blandskog.